# Camila Morrone
Camila Rebeca Morrone (Los Angeles , 16 de junho de 1997) é uma atriz e modelo norte-americana, de ascendência argentina, mais conhecida por interpretar Jordan Kersey no filme Death Wish e Camila Dunne na série Daisy Jones & The Six.

## Biografia
Nasceu em Los Angeles, Califórnia, filha dos atores argentinos Lucila Solá e Máximo Morrone. 

## Carreira
Morrone começou sua carreira como modelo e apareceu na capa da Vogue Turquia em 2016. Ela fez sua estréia nas passarelas para a coleção de resorts Moschino de 2017.
Camila fez sua estréia como atriz no filme Bukowski, de James Franco. Ela também estrelou o filme de ação Death Wish, estrelado por Bruce Willis.

## Filmografia
| Ano  | Filme            | Papel         | Notas |
| ---- | ---------------- | ------------- | ----- |
| 2013 | Bukowski         |               |       |
| 2018 | Never Goin' Back | Jessie        |       |
| 2018 | Death Wish       | Jordan Kersey |       |

| Ano  | Série                 | Papel        | Notas |
| ---- | --------------------- | ------------ | ----- |
| 2023 | Daisy Jones & The Six | Camila Dunne |       |

## Principais Prêmios e Indicaçoes
Emmy Award
| Ano  | Categoria                                           | Título                | Resultado |
| ---- | --------------------------------------------------- | --------------------- | --------- |
| 2023 | Melhor atriz coadjuvante em minissérie ou telefilme | Daisy Jones & The Six | Pendente  |